# Kylian Hazard
Kylian Hazard (La Louvière, 5 agosto 1995) è un calciatore belga, attaccante del Tubize-Braine.

## Biografia
Nato a La Louvière e cresciuto a Braine-le-Comte, è figlio di Carine e Thierry, entrambi attivi nel mondo del calcio. Suo padre Thierry ha infatti passato quasi l'intera carriera nel semiprofessionismo, militando nelle file de La Louvière, come centrocampista difensivo. Sua madre Carine ha giocato invece da attaccante nella massima divisione femminile belga, ritirandosi dall'attività agonistica quando è rimasta incinta del primogenito, Eden. Dopo aver lasciato entrambi il calcio, i due si sono dedicati all'insegnamento. Thierry ha poi lasciato questo lavoro nel 2009, per dedicarsi maggiormente ai propri figli.
Kylian Hazard è il terzo di quattro figli: il già citato Eden, calciatore del Real Madrid e della Nazionale belga; Thorgan, in forza al Anderlecht ed anch'egli nel giro della Nazionale ed infine Ethan, che gioca nelle formazioni giovanili del Tubize.

## Carriera

### Club

#### White Star Bruxelles
Dopo aver giocato nelle giovanili del Tubize e successivamente in quelle del Lilla, Hazard ha fatto ritorno in Belgio per militare nelle file del White Star Bruxelles, compagine partecipante alla Tweede klasse 2013-2014. Ha esordito in squadra il 7 settembre 2013, subentrando a Basile de Carvalho nel successo per 0-3 sul campo del Tubize. Ha totalizzato 5 presenze tra campionato e coppa, nel corso di quella stagione.

#### Zulte Waregem
Nell'estate 2014, Hazard è passato allo Zulte Waregem, compagine militante nella Pro League. Il 7 agosto 2014 ha giocato la prima partita con questa maglia, sostituendo Ibrahima Conté nel 2-2 maturato sul campo dello Šachcër Salihorsk. Ha esordito nella massima divisione locale in data 31 ottobre successivo, subentrando a James Troisi nel successo casalingo per 2-0 sul Genk. Ha chiuso la stagione con 5 presenze, tra campionato e coppa.

#### Újpest
Terminata la stagione allo Zulte Waregem, è passato agli ungheresi dell'Újpest. Ha disputato la prima partita nella Nemzeti Bajnokság I il 18 luglio 2015, schierato titolare nel pareggio a reti inviolate contro il Paks. Il 21 novembre successivo ha trovato la prima rete, nell'1-2 maturato sul campo dell'Honvéd.

#### Chelsea
Il 29 agosto 2017 viene acquistato dal Chelsea, seguendo così le orme dei due fratelli, che inizialmente lo assegna alla formazione Under-23., dove fa segnare 8 presenze con due reti. Con la prima squadra colleziona solo 4 presenze in Coppa di Lega

#### Cercle Brugge e RWDM
L'anno successivo torna in Belgio e si accasa al Cercle Brugge, in Prima divisione, dove rimane per 3 stagioni.
Nel 2021 rimane svincolato e si accasa al RWD Molenbeek, militante in Seconda Divisione.

## Statistiche

### Presenze e reti nei club
Statistiche aggiornate al 20 settembre 2023.
| Stagione             | Club                 | Campionato           | Campionato | Campionato | Coppe nazionali | Coppe nazionali | Coppe nazionali | Coppe continentali | Coppe continentali | Coppe continentali | Supercoppe | Supercoppe | Supercoppe | Totale | Totale |
| Stagione             | Club                 | Comp                 | Pres       | Reti       | Comp            | Pres            | Reti            | Comp               | Pres               | Reti               | Comp       | Pres       | Reti       | Pres   | Reti   |
| -------------------- | -------------------- | -------------------- | ---------- | ---------- | --------------- | --------------- | --------------- | ------------------ | ------------------ | ------------------ | ---------- | ---------- | ---------- | ------ | ------ |
| 2013-2014            | White Star Bruxelles | D2                   | 4          | 0          | CB              | 1               | 0               | -                  | -                  | -                  | -          | -          | -          | 5      | 0      |
| 2014-2015            | Zulte Waregem        | D1                   | 2          | 0          | CB              | 2               | 0               | UEL                | 1                  | 0                  | -          | -          | -          | 5      | 0      |
| 2015-2016            | Újpest               | NB1                  | 29         | 3          | CU              | 6               | 1               | -                  | -                  | -                  | -          | -          | -          | 35     | 4      |
| 2016-2017            | Újpest               | NB1                  | 5          | 0          | CU              | 2               | 0               | -                  | -                  | -                  | -          | -          | -          | 7      | 0      |
| Totale Újpest        | Totale Újpest        | Totale Újpest        | 34         | 3          |                 | 8               | 1               |                    | -                  | -                  |            | -          | -          | 42     | 4      |
| 2017-2018            | Chelsea              | PL                   | 0          | 0          | ELF             | 4               | 0               | UEL                | 0                  | 0                  | -          | -          | -          | 4      | 0      |
| 2018-2019            | Cercle Brugge        | D1                   | 17+4       | 4          | CB              | 1               | 0               | -                  | 0                  | 0                  | -          | -          | -          | 5      | 0      |
| 2019-2020            | Cercle Brugge        | D1                   | 27         | 1          | CB              | 1               | 0               | -                  | 0                  | 0                  | -          | -          | -          | 27     | 1      |
| 2020-2021            | Cercle Brugge        | D1                   | 18         | 1          | CB              | 0               | 0               | -                  | 0                  | 0                  | -          | -          | -          | 18     | 1      |
| Totale Cercle Brugge | Totale Cercle Brugge | Totale Cercle Brugge | 66         | 6          |                 | 2               | 0               |                    | -                  | -                  |            | -          | -          | 68     | 6      |
| 2021-2022            | RWD Molenbeeck       | D2                   | 8          | 2          | CB              | 1               | 0               | -                  | 0                  | 0                  | -          | -          | -          | 5      | 0      |
| 2022-2023            | RWD Molenbeeck       | D2                   | 22         | 6          | CB              | 2               | 0               | -                  | 0                  | 0                  | -          | -          | -          | 27     | 1      |
| 2023-2024            | RWD Molenbeeck       | D1                   | 1          | 0          | CB              | 0               | 0               | -                  | 0                  | 0                  | -          | -          | -          | 1      | 10     |
| Totale RWDM          | Totale RWDM          | Totale RWDM          | 31         | 8          |                 | 2               | 0               |                    | -                  | -                  |            | -          | -          | 33     | 8      |
| Totale               | Totale               | Totale               | 137        | 17         |                 | 19              | 1               |                    | 1                  | 0                  |            | -          | -          | 157    | 18     |

## Palmarès

### Club

#### Competizioni nazionali
- Tweede klasse: 1

RWDM47: 2022-2023